# Osmoy (Cher)
Pour les articles homonymes, voir Osmoy.
Osmoy est une commune française située dans le département du Cher en région Centre-Val de Loire.
La commune se situe dans la province historique du Berry, province de la France de l'Ancien Régime, ayant pour capitale Bourges, qui disparaît définitivement avec la Révolution française, mais à laquelle les Berrichons restent très attachée. 

## Géographie

### Localisation
Le territoire de la commune est limitrophe de ceux de six communes :
En 2016, l’Institut national de l’information géographique et forestière (IGN) a profité de la promulgation de la loi relative à la délimitation des régions pour déterminer les centres géographiques des quatre-vingt-seize départements métropolitains. L'IGN a ainsi déterminé que le centre géographique du département du Cher se situe à Osmoy (longitude 2° 29’ 28” E et latitude 47° 03’ 53” N).

### Géologie et relief
La superficie de la commune est de 2 263 hectares ; son altitude varie de 132  à   172 mètres.
Osmoy est une commune de plats reliefs essentiellement composée de domaines agricoles et principalement de cultures céréalières. C'est un plateau boisé en bordure de l'Yèvrette. Cet espace rural est relativement bien préservé même si les constructions d'habitations individuelles ont connu un essor important ces dernières années.

### Climat
Pour des articles plus généraux, voir Climat du Centre-Val de Loire et Climat du Cher.
En 2010, le climat de la commune est de type climat océanique dégradé des plaines du Centre et du Nord, selon une étude du CNRS s'appuyant sur une série de données couvrant la période 1971-2000. En 2020, Météo-France publie une typologie des climats de la France métropolitaine dans laquelle la commune est exposée à un climat océanique altéré et est dans la région climatique Centre et contreforts nord du Massif Central, caractérisée par un air sec en été et un bon ensoleillement.
Pour la période 1971-2000, la température annuelle moyenne est de 11 °C, avec une amplitude thermique annuelle de 15,2 °C. Le cumul annuel moyen de précipitations est de 748 mm, avec 11,2 jours de précipitations en janvier et 7,4 jours en juillet. Pour la période 1991-2020, la température moyenne annuelle observée sur la station météorologique la plus proche, située sur la commune de Bourges à 10 km à vol d'oiseau, est de 12,1 °C et le cumul annuel moyen de précipitations est de 742,7 mm,. Pour l'avenir, les paramètres climatiques de la commune estimés pour 2050 selon différents scénarios d'émission de gaz à effet de serre sont consultables sur un site dédié publié par Météo-France en novembre 2022.

### Voies de communication et transports
La commune est traversée sur toute sa longueur par la route départementale D179 et longée au sud par la départementale D976.
La commune n'est pas desservie par les transports en commun, mais bénéficie d'un service de ramassage scolaire.

## Urbanisme

### Typologie
Au 1er janvier 2024, Osmoy est catégorisée commune rurale à habitat dispersé, selon la nouvelle grille communale de densité à 7 niveaux définie par l'Insee en 2022.
Elle est située hors unité urbaine. Par ailleurs la commune fait partie de l'aire d'attraction de Bourges, dont elle est une commune de la couronne,. Cette aire, qui regroupe 111 communes, est catégorisée dans les aires de 50 000 à moins de 200 000 habitants,.

### Occupation des sols
L'occupation des sols de la commune, telle qu'elle ressort de la base de données européenne d’occupation biophysique des sols Corine Land Cover (CLC), est marquée par l'importance des territoires agricoles (78,9 % en 2018), en augmentation par rapport à 1990 (78,1 %). La répartition détaillée en 2018 est la suivante : 
terres arables (68,7 %), forêts (15,2 %), prairies (7,3 %), milieux à végétation arbustive et/ou herbacée (6 %), zones agricoles hétérogènes (2,9 %).
L'évolution de l’occupation des sols de la commune et de ses infrastructures peut être observée sur les différentes représentations cartographiques du territoire : la carte de Cassini (XVIIIe siècle), la carte d'état-major (1820-1866) et les cartes ou photos aériennes de l'IGN pour la période actuelle (1950 à aujourd'hui).

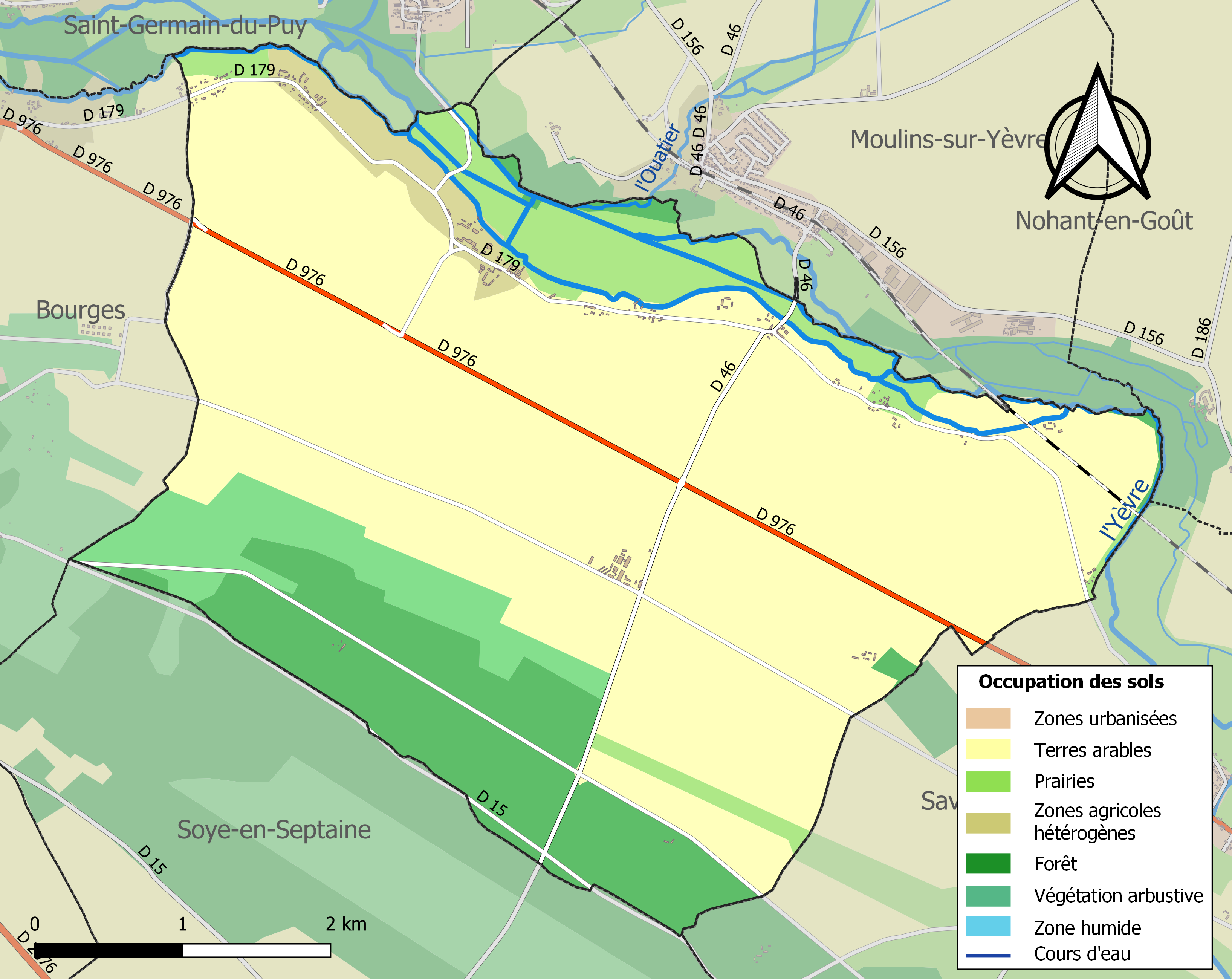
Carte des infrastructures et de l'occupation des sols de la commune en 2018 (CLC).

### Morphologie urbaine
Osmoy est une commune sans véritable bourg, les habitations sont dispersées sur toute la commune et on retrouve aujourd'hui des lieux-dits importants comme le Rochy, la Grande Métairie (l'Orphelinat), Chalusse ou la Sapinière.

### Logements
La route départementale D179 a servi de base à la mise en place de la numérotation métrique des habitations d'Osmoy. En effet, par souci d’efficacité et de sécurité, la commune a mis en place le numérotage de l'ensemble des habitations, le numéro des propriétés représentant la distance la séparant du bourg. Celles-ci sont divisées en deux voies :
- la route de Bourges : voie qui traverse la commune en partant du bourg d'Osmoy et en allant vers l'ouest (en direction de Bourges) ;
- la route de Savigny : voie qui traverse la commune en partant du bourg d'Osmoy et en allant vers l'est (en direction de Savigny-en-Septaine).

### Risques majeurs
Le territoire de la commune d'Osmoy est vulnérable à différents aléas naturels : météorologiques (tempête, orage, neige, grand froid, canicule ou sécheresse), mouvements de terrains et séisme (sismicité faible). Il est également exposé à deux risques technologiques,  le transport de matières dangereuses et  le risque industriel. Un site publié par le BRGM permet d'évaluer simplement et rapidement les risques d'un bien localisé soit par son adresse soit par le numéro de sa parcelle.

#### Risques naturels

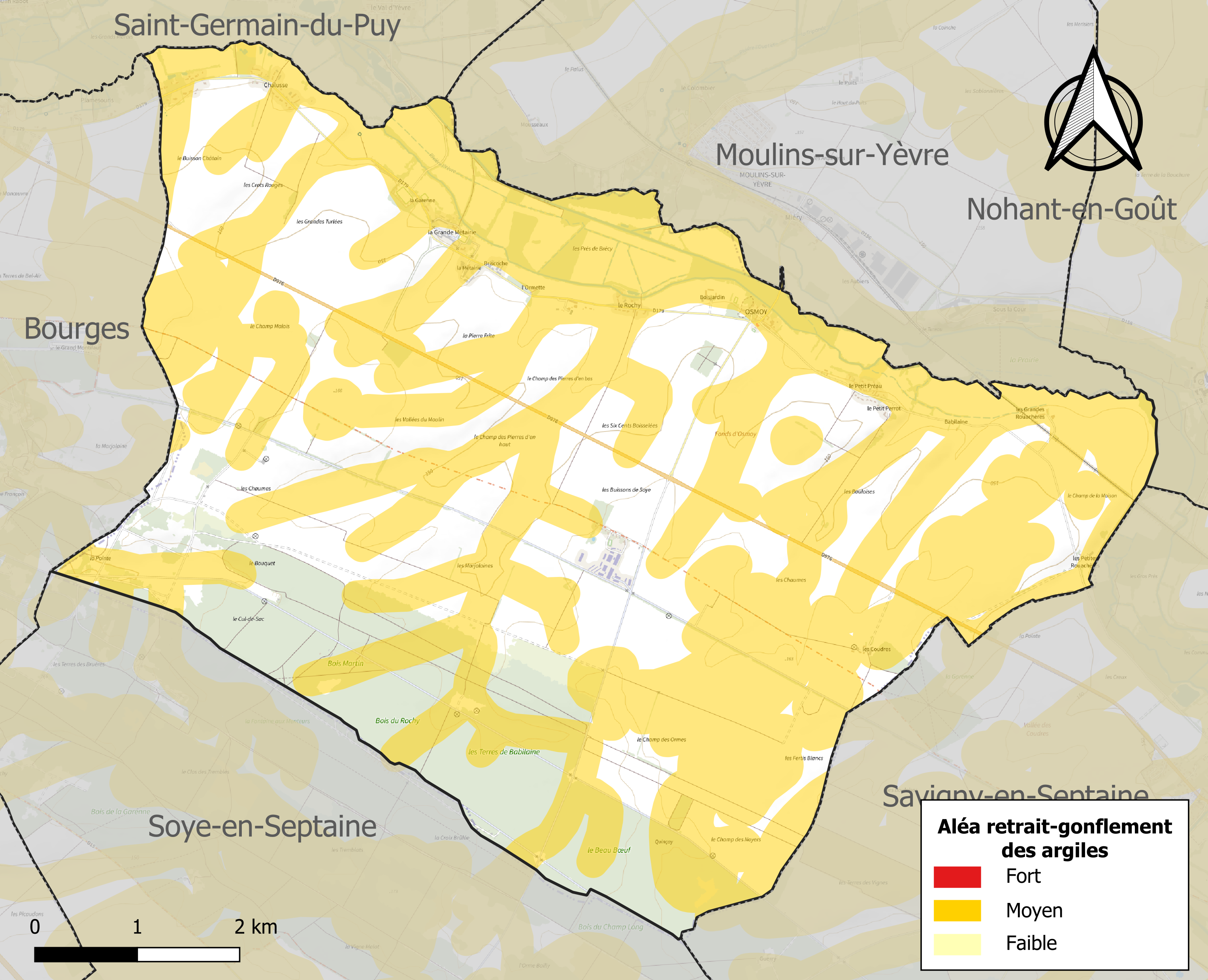
Carte des zones d'aléa retrait-gonflement des sols argileux d'Osmoy.

La commune est vulnérable au risque de mouvements de terrains constitué principalement du retrait-gonflement des sols argileux. Cet aléa est susceptible d'engendrer des dommages importants aux bâtiments en cas d’alternance de périodes de sécheresse et de pluie. 62,8 % de la superficie communale est en aléa moyen ou fort (90 % au niveau départemental et 48,5 % au niveau national). Sur les 73 bâtiments dénombrés sur la commune en 2019, 55 sont en aléa moyen ou fort, soit 75 %, à comparer aux 83 % au niveau départemental et 54 % au niveau national. Une cartographie de l'exposition du territoire national au retrait gonflement des sols argileux est disponible sur le site du BRGM,.
Concernant les mouvements de terrains, la commune a été reconnue en état de catastrophe naturelle au titre des dommages causés par des mouvements de terrain en 1999.

#### Risques technologiques
La commune est exposée au risque industriel du fait de la présence sur son territoire d'une entreprise soumise à la directive européenne SEVESO.
Le risque de transport de matières dangereuses sur la commune est lié à sa traversée par des infrastructures routières ou ferroviaires importantes ou la présence d'une canalisation de transport d'hydrocarbures. Un accident se produisant sur de telles infrastructures est en effet susceptible d’avoir des effets graves au bâti ou aux personnes jusqu’à 350 m, selon la nature du matériau transporté. Des dispositions d’urbanisme peuvent être préconisées en conséquence.

## Toponymie

### Osmoy
Le nom de la commune a évolué au cours des siècles et de l’Histoire : Ulmegum en 1207, Omoe en 1219 ou Omeyo en 1307 d’après l’historien Alphonse Buhot de Kersers.
Suivant certaines hypothèses, Omoe signifiait « petit ruisseau ».
Jusqu’à la Révolution française, le nom de la commune s’orthographie Omoy. À partir de la Révolution, les textes administratifs écrivent Osmoy notamment en 1793 et 1801, alors même que, dans les délibérations du conseil municipal, le nom le plus souvent utilisé est Omoy-sur-Yèvre. C’est d’ailleurs le nom d’Omoy qui sera repris dans le fascicule du Canton de Levet publié en 1889 par Alphonse Buhot de Kersers, laissant à penser qu’il s’agit là de l’appellation la plus couramment utilisée à l’époque.

### Yèvrette
L'Yèvrette est une rivière, indépendante de l'Yèvre rivière complètement artificielle, l'Yévrète prend sa source à Gron, d'ailleurs certains chemins longeant cette rivière de sa source au déversoir des 3 Bondons se nomment chemin de l'Yévrette. D'ailleurs, sur la commune d'Osmoy, l'ensemble des moulins se trouvent sur l'Yévrette, aucun sur l'Yèvre, du déversoir des 3 Bondons au canal de dessèchement. Dans les textes anciens, elle s'est appelée l'Aurette, dont le nom apparaît dans de nombreux textes anciens. Cet ouvrage daterait, d’après certains écrits, de l'époque de Charlemagne.
Le nom d’Yèvrette ne dérive donc pas de celui de l’Yèvre.

## Histoire

### Ancien Régime
De son histoire la plus ancienne, seuls les écrits d'Alphonse Buhot de Kersers en ont laissé traces : 
« Omoy porta le titre de vicomté, évidemment trace de sa qualité ancienne de vicairie. Cette vicomté et la seigneurie étaient inféodées et attachées à un chezal nommé Franc-lieu ou Franc-alleu (affranchi de toute servitude) dont l’assiette finit par être ignorée (…) mais qui semble avoir été primitivement à Omoy même. L’abbaye de Saint-Ambroix conserva le fief et les seigneurs d’Omoy lui portèrent leurs hommages. »
Le premier seigneur d’Osmoy fut Jacquelin Culon qui fit la foi et hommage de la vicomté à Saint-Ambroix en 1501. À sa mort en 1534, lui succéda son frère François qui vendit la seigneurie à Barthélémy de Chavany en 1556, ce dernier devenant ainsi le seigneur d’Osmoy. Louis Raynal cite le Docteur de Chavany parmi les gentilshommes du voisinage de Bourges, défenseur du parti catholique pendant les guerres de religion, et en particulier pendant l’occupation de Bourges par les protestants.
En 1577, la seigneurie est acquise par Alexandre de Ménipénil. Gaspard Thaumas de la Thaumassière nous donne des précisions sur ce grand seigneur dans son Histoire de Berry. On apprend notamment qu'« Alexandre de Meni-Pénil de la garde du roi François 1er » fut naturalisé par lettres du mois de février 1542 et qu’il était issu d’une noble famille d’Écosse La seigneurie reste dans la famille Ménipénil jusqu’à la fin du XVIIe siècle, lorsque la fille de François de Ménipénil apporte la seigneurie d’Osmoy en dot à Renaud Fouchier.
Au XVIIIe siècle, le titre passe aux Perreau, dont le second, Pierre, est également vicomte de Saint-Étienne.
Le titre de seigneur d’Osmoy disparaît en 1789, en même temps que l’absolutisme royal.

### Révolution française et Empire
La commune d’Osmoy est officiellement créée par lettre patente du roi en date du 14 décembre 1789, en prenant pour assise l’ancienne circonscription territoriale de l’Ancien Régime, mais c’est la loi de 17 février 1800 qui organise juridiquement l’administration communale.
La répartition des communes en cantons est très laborieuse. Un premier projet en 1790 prévoit la création du canton de Savigny auquel serait intégré Osmoy, avant qu’en 1801 soit décidée la diminution du nombre de cantons. Osmoy dépend alors du canton de Levet, avant d’être finalement rattachée à celui de Baugy par la loi du 4 février 1922.
La première municipalité est élue en 1790, avec à sa tête le maire Marcel Roblet. À la deuxième élection en 1791, il est remplacé par François Roblet mais reprend ses fonctions en 1792.
Les registres d’état civil, désormais sous la responsabilité des communes et non plus des paroisses, sont tenus par l’abbé Préverault, qui occupe alors les fonctions de curé de la paroisse d’Osmoy, de conseiller général de la commune et d’officier public.

#### Église et cimetière
Osmoy est une commune sans église, celle-ci ayant été vendue après la Révolution et démolie par la suite. Elle ne fut jamais reconstruite. Cette église était située sur la place de l’actuel bourg du village. L’ancienne cure (logis du curé) existe encore et fait partie des bâtiments de l’exploitation agricole située dans le bourg.
La destruction de l’église d’Osmoy s’inscrit dans la période très troublée qui suivit la Révolution française, lorsque la liberté de culte fut supprimée. Sous le régime de la Terreur (1792-1794), la répression contre le clergé entraîne des persécutions, même dans une petite commune comme Osmoy, et les prêtres en sont réduits à se cacher pour officier. Les registres des délibérations du conseil municipal nous offrent des précisions, notamment sur le démantèlement de l’église de la commune. En effet, on y apprend qu’en 1793, une cloche de l’église est « conduite à La Charité » pour y être fondue, l’armée ayant besoin de canons et d’artillerie. Le 1er décembre 1794, c’est l’inventaire des argenteries et ornements qui se trouvent dans l’église qui figure dans les registres.
Une ordonnance datée du 6 ventôse an II (24 février 1794) prise par le représentant du peuple dans le département du Cher, enjoignait à l’agent national du district de Bourges de « faire disparaître dans les plus brefs délais les signes extérieurs du culte catholique qui peuvent encore exister dans cette commune ». Le 12 août 1794, le district de Bourges envoie trois couvreurs pour démonter le reste du clocher de l’église, puis suivra le démontage et la vente de la charpente et du mobilier.
Le dernier document d’archives prouvant la présence de l’abbé Préverault, curé d’Osmoy depuis de longues années, est un acte de décès daté du 27 novembre 1793.
L’église d’Osmoy est vendue le 20 juillet 1805, à l’exception du cimetière, et fut très certainement démolie peu après.
Après le Concordat conclu en 1801 entre Napoléon Bonaparte, alors Premier Consul, et le pape Pie VII, Marie-Charles de Mercy, archevêque de Bourges, décide le rattachement pour l’exercice du culte de la paroisse d’Osmoy à celle de Moulins-sur-Yèvre.
Comme pour l’exercice du culte, le cimetière d’Osmoy sera plus tard rattaché à celui de Moulins-sur-Yèvre. En effet, se référant à une loi du 11 juin 1804 ordonnant la translation des cimetières hors de l’enceinte des communes, monsieur Méalin, alors propriétaire du château d’Osmoy, propose en 1818 de fournir gratuitement un terrain nécessaire à l’établissement d’un nouveau cimetière, en échange du terrain du cimetière désaffecté. Après divers échanges, le conseil municipal décide de refuser cette offre, arguant que l’intéressé n’agit pas dans l’intérêt de la collectivité mais dans son intérêt propre. À la suite de cette décision, le conseil municipal d’Osmoy vote une délibération en date du 11 mai 1819 tendant à réunir en un cimetière celui d’Osmoy et celui de Moulins-sur-Yèvre.

En 1834, la commune d’Osmoy accepte de participer aux frais de translation du cimetière de Moulins (devenu trop étroit), qu’elle utilise, sous diverses conditions, et notamment que la commune de Moulins répare le chemin entre les deux communes, ce qui lui incombe : 
Dans le cas où le chemin ne serait pas rendu praticable par la commune de Moulins, la commune d’Osmoy se verra forcée non seulement de refuser ce qui lui est demandé pour la translation du cimetière, mais encore de solliciter sa séparation tant pour le culte que pour l’instruction des enfants.
En 1841, Osmoy accepte une contribution pour le cimetière de Moulins.

#### Époque contemporaine
Au début du XXe siècle, la commune est amputée de plus de 900 hectares au moment de la création du champ de tir du polygone (DGA Techniques terrestres), destiné aux essais militaires.
Pendant très longtemps, la commune d’Osmoy n’a pas eu de mairie sur son sol. Les réunions du conseil municipal se tenaient au domicile du maire, même quand celui-ci habitait Bourges, jusqu'en 1890, année d’achèvement des travaux de sa construction dans le bourg de la commune.
Initialement, le projet — établi dès 1842 — ne devait pas comporter d’école. En effet, le conseil municipal bien que reconnaissant que le chemin emprunté par les enfants pour se rendre aux écoles de Moulins était « impraticable les deux tiers de l’année » faute d’entretien par la commune voisine, mettait en avant les faibles ressources de la commune et l’impossibilité pour elle d’entretenir un instituteur, jugeant dès lors la construction d’une telle structure « inutile ». L’éducation des plus jeunes était assurée à Moulins-sur-Yèvre.

Ce n’est qu’en 1877 que le projet de création d’une école est adopté. Le maire de l’époque, Jean-Baptiste Brunet, expose dans les délibérations du conseil :
Il est regrettable de voir trente enfants de la commune obligés de faire des courses au-dessus de leur force pour recevoir l’instruction dans les écoles des communes voisines. Si à ce nombre de trente enfants on ajoutait celui des enfants qui ne reçoivent aucune instruction pour les mêmes causes d’éloignement, on arriverait vite à un chiffre très raisonnable, si celui de trente enfants précité n’était pas déjà une raison valable pour demander la création d’une école mixte.
 À partir de cette date, les projets de construction de la mairie sont remis à plat afin d’y inclure la création d’une école mixte, dont les plans sont définitivement adoptés en 1884. Le bâtiment comportant la mairie et l’école mixte attenante est achevé en 1890.
L'école communale d’Osmoy, tout comme celle de Moulins-sur-Yèvre, fermera ses portes en 1970, quand la nouvelle école communale mixte (maternelle et primaire) sera rattachée à celle de l'OMPN. Les enfants d'Osmoy, puis des environs, iront à l'école dans les locaux de l'orphelinat de la Police qui fermera en 2003, à l'époque du choix d'un nouveau site pour l'implantation du lycée agricole de Bourges (l'Orphelinat d'Osmoy étant un site possible avant que le domaine du Sollier sur la commune du Subdray ne lui soit préféré). Depuis, les enfants d'Osmoy vont à l'école primaire de Saint-Germain-du-Puy ou de Savigny-en-Septaine.

## Politique et administration

### Administration municipale
Le nombre d'habitants au dernier recensement étant compris entre 100 et 499, le nombre de membres du conseil municipal est de 11.

### Liste des maires
| Période                                  | Période  | Identité            | Étiquette | Qualité                                                |
| ---------------------------------------- | -------- | ------------------- | --------- | ------------------------------------------------------ |
| Les données manquantes sont à compléter. |          |                     |           |                                                        |
| 1971                                     | 1977     | Lucien Leblanc      | SE        | Agriculteur                                            |
| 1977                                     | 1983     | Jean Clavier        | SE        | Agriculteur                                            |
| 1983                                     | 1989     | Claude Lefèvre      | SE        | Directeur du domaine expérimental de l'INRA de Bourges |
| 1989                                     | 1995     | Aimé Giraudon       | SE        | Agriculteur                                            |
| 1995                                     | 2008     | Jean-Pierre Hamonou | SE        | Directeur du domaine expérimental de l'INRA de Bourges |
| 2008                                     | mai 2020 | Bernard Jacquemin   |           | Retraité salarié du secteur privé                      |
| mai 2020                                 | En cours | Éric Charoy,        |           | Ancien cadre                                           |

### Rattachements administratifs et électoraux
Du point de vue administratif, la commune fait partie de l'arrondissement de Bourges dans le département du Cher en région Centre-Val de Loire et avant la réforme territoriale de 2014 faisait partie depuis le 4 février 1922 du canton de Baugy. Osmoy est l'une des neuf communes de la communauté de communes La Septaine qui regroupe Avord, Crosses, Farges-en-Septaine, Jussy-Champagne, Nohant-en-Goût, Osmoy, Savigny-en-Septaine, Soye-en-Septaine et Vornay.
Du point de vue électoral, la commune fait partie de la troisième circonscription du Cher depuis le redécoupage des circonscriptions législatives françaises de 2010 et, depuis la réforme territoriale de 2014 elle fait partie du canton d'Avord.

### Jumelages
Au 24 août 2016, Osmoy n'est jumelée avec aucune commune.

## Population et société

### Démographie
L'évolution du nombre d'habitants est connue à travers les recensements de la population effectués dans la commune depuis 1793. Pour les communes de moins de 10 000 habitants, une enquête de recensement portant sur toute la population est réalisée tous les cinq ans, les populations de référence des années intermédiaires étant quant à elles estimées par interpolation ou extrapolation. Pour la commune, le premier recensement exhaustif entrant dans le cadre du nouveau dispositif a été réalisé en 2008.

En 2022, la commune comptait 271 habitants, en évolution de −1,45 % par rapport à 2016 (Cher : −2,48 %, France hors Mayotte : +2,11 %).
| 1793 | 1800 | 1806 | 1821 | 1831 | 1836 | 1841 | 1846 | 1851 |
| ---- | ---- | ---- | ---- | ---- | ---- | ---- | ---- | ---- |
| 381  | 311  | 415  | 309  | 320  | 311  | 318  | 315  | 347  |

| 1856 | 1861 | 1866 | 1872 | 1876 | 1881 | 1886 | 1891 | 1896 |
| ---- | ---- | ---- | ---- | ---- | ---- | ---- | ---- | ---- |
| 300  | 281  | 274  | 246  | 261  | 244  | 226  | 262  | 208  |

| 1901 | 1906 | 1911 | 1921 | 1926 | 1931 | 1936 | 1946 | 1954 |
| ---- | ---- | ---- | ---- | ---- | ---- | ---- | ---- | ---- |
| 233  | 262  | 272  | 161  | 159  | 184  | 238  | 260  | 339  |

| 1962 | 1968 | 1975 | 1982 | 1990 | 1999 | 2006 | 2008 | 2013 |
| ---- | ---- | ---- | ---- | ---- | ---- | ---- | ---- | ---- |
| 220  | 264  | 228  | 210  | 265  | 288  | 204  | 174  | 270  |

| 2018 | 2022 | - | - | - | - | - | - | - |
| ---- | ---- | - | - | - | - | - | - | - |
| 262  | 271  | - | - | - | - | - | - | - |

### Enseignement
L'école communale (maternelle et primaire) a fermé ses portes en 2000. Depuis, les enfants d'Osmoy sont répartis sur les écoles maternelles et primaires de Saint-Germain-du-Puy et de Savigny-en-Septaine.
Les adolescents d'Osmoy sont rattachés au collège public Jean Rostand de Saint-Germain-du-Puy.

### Manifestations culturelles et festivités
L'association Osm'ose, association loi de 1901, rassemble les habitants de la commune d'Osmoy. L'association organise chaque année la grande brocante d'Osmoy, mais également des manifestations ponctuelles comme des courses cyclistes ou des missions vertes pour ramasser les déchets jetés sur le territoire de la commune.

### Santé
Le centre hospitalier le plus proche est situé à Bourges ; ouvert en 1994, il se situe à moins de huit minutes en voiture de bourg d'Osmoy.

### Sports
La ferme équestre d'Osmoy a ouvert ses portes en 2011 au lieu-dit Briscoche. En 2016, la municipalité a entrepris la construction d'un city stade sur un terrain jouxtant la mairie.

## Économie

### Revenus de la population et fiscalité
En 2012, la commune d'Osmoy comptait 68 foyers fiscaux, composés au total de 184,5 personnes. La médiane du revenu disponible par unité de consommation en 2012 était de 25 837 euros.

### Emploi
En 2013, la population âgée de 15 à 64 ans s'élevait à 213 personnes, parmi lesquelles on comptait 86,9 d'actifs dont 49,8 % ayant un emploi et 37,1 % de chômeurs.
On comptait 130 emplois dans la zone contre 78 en 2008. Le nombre d'actifs ayant un emploi dans la zone était de 107 personnes, l'indicateur de concentration d'emploi est de 121,9 %, ce qui signifie que la zone d'emploi offre plus d'un emploi par habitant actif.
Sur ces 107 actifs ayant un emploi, 84 étaient salariés (dont 78 titulaires de la fonction publique et CDI, 4 CDD, 1 intérimaire et 1 stage-apprentissage) et 23 étaient non-salariés (13 indépendants et 10 employeurs). 29% d'entre eux travaillaient dans la commune de résidence et 71% dans une autre commune.

### Entreprises et commerces
En 2013, la commune d'Osmoy comptait 31 établissements actifs, dont 29% dans l'agriculture, 6,5% dans la construction, 48,4% dans le commerce, transports et services divers et 16,1% dans l'administration publique, la santé, l'enseignement et l'action sociale.
En 2013, une entreprise a été créée à Osmoy par un auto-entrepreneur.

## Culture locale et patrimoine

### Lieux et monuments

#### La Grande Métairie

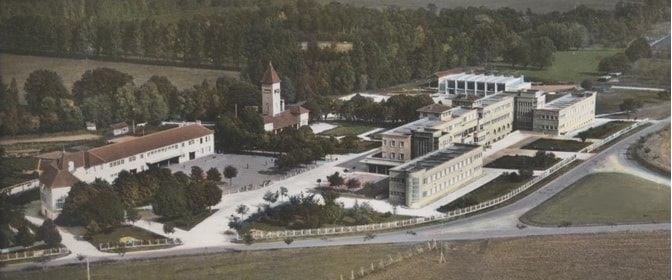
Site de l'OMPN - La Grande Métairie

Au Moyen Âge, le domaine de la Grande Métairie appartenait à l’abbaye de Saint-Ambroix. Buhot de Kersers précise : 
« une étude attentive des textes nous a amené à penser que c’était l’ancien fief de la Rivière qui donna son nom à une famille d’une certaine importance au XIIIe siècle. »
Au XVIIIe siècle, un texte évoque les « métairie et moulin de la Rivière », très probablement le nom que portait le domaine de la Grande Métairie à l’époque. Il semblerait que le domaine ait été vendu en 1791 comme bien ecclésiastique.
En 1850, la Grande Métairie est acquise par de la colonie agricole du Val d’Yèvre. Cette maison correctionnelle fondée en 1847 par l’inspecteur général des prisons Charles Lucas avait pour but de réhabiliter les enfants délinquants par le travail de la terre. La colonie accueillit jusqu’à 200 enfants à partir de 7 ans. Elle ferma ses portes en 1914 pour ne jamais rouvrir.
Les biens de la Colonie, dont la Grande Métairie, furent vendus par adjudication en 1925.

#### De 1925 à 2006: l'Orphelinat Mutualiste de la Police Nationale
Située à 6 km de Bourges, Osmoy a été la première structure d’accueil créée par l’Orphelinat mutualiste de la police nationale (OMPN), à l’initiative de policiers bénévoles, en 1925 et avec le soutien du maire du village de l'époque et de tous ses successeurs après lui. Aujourd’hui remplacée par le village Orphéopolis de Bourges, plus adapté aux besoins des enfants du XXIe siècle, Osmoy aura marqué l'histoire de cette institution.
L'histoire commence avec un petit groupe de policiers qui recherchait au cœur de la France un endroit où les orphelins de la police pourraient être recueillis. En 1921, ils trouvent enfin le terrain idéal, sur la commune d'Osmoy, au lieu-dit de La grande Métairie.
Les travaux débutent en 1925, 4 200 m2 de bâtiments sont réhabilités.
Le 15 juillet 1929, la première structure ouvre ses portes à Osmoy et accueille les onze premiers orphelins. En 1930, l’école primaire accueille une institutrice détachée de l’Éducation nationale pour dispenser les cours aux jeunes pensionnaires. Le nombre de résidents augmente régulièrement et la construction d’un groupe scolaire de quatre classes est entreprise, devant réunir les pensionnaires d’une part, mais également les enfants de la commune. Il est inauguré en juin 1938. En 1939, l’orphelinat héberge déjà plus d’une centaine d’enfants.
La police paiera un lourd tribut à la seconde guerre mondiale et à la guerre d’Algérie. L’institution doit alors accueillir d’urgence cent cinquante nouveaux enfants. Entre 1946 et 1959, l’Orphelinat Mutualiste de la Police Nationale d’Osmoy connaît de nombreux travaux d’agrandissement dont « l’aile garçons » puis « l’aile filles ».
À l'image de sa « ferme modèle », si chère aux enfants, Osmoy se consacre à offrir une éducation « modèle » à ses pensionnaires. L'orphelinat fait alors figure de référence auprès des autorités de tutelle. En 1947, l'OMPN est placé sous le haut patronage du Président de la République. Tous les présidents français ont reconduit ce haut patronage depuis lors.
Le 7 mai 1959, le Général de Gaulle viendra en personne inaugurer le nouveau site d’Osmoy. L’OMPN redouble alors d’efforts pour améliorer les conditions de vie et d’éducation des enfants : nouveau groupe scolaire, nouvelle infirmerie, gymnase polyvalent, salle de jeu... selon les plans de l'architecte Alfred Audoul, Grand Prix de Rome. L’adaptation aux exigences éducatives et pédagogiques est constante.
Le cinquantenaire de l’institution marque un virage dans l’histoire d’Osmoy : l’orphelinat devient Centre éducatif et d’animation d’Osmoy et des liens se tissent avec l’Éducation nationale, les collectivités locales, les clubs sportifs, les centres sociaux culturels... Peu à peu, les dortoirs collectifs disparaissent, les orphelins partent plus régulièrement en vacances, le gymnase diversifie ses activités : théâtre, cinéma, ateliers… Osmoy fait figure de référence auprès des autorités de tutelle. Le 15 juin 1978, après la visite successive de nombreux ministres, Mme Giscard d'Estaing honore la remise des prix de fin d'année.
Au fil du temps, l'œuvre de l'OMPN a trouvé écho dans le cœur d'un nombre croissant d'hommes et de femmes sensibles à sa cause. Cette grande "famille de cœur" a permis d'améliorer encore la qualité d'éducation des enfants : classes d'informatique, construction des courts de tennis, salles d’études et centre de documentation, sorties culturelles et pédagogiques en Europe... En 1985, les enfants participent à des échanges européens, avec le centre de vacances de Fermo, en Italie.
En septembre 1999, l’école primaire d’Osmoy ferme définitivement ses portes, actant la volonté que les pensionnaires étudient tous à l’extérieur du domaine. Parallèlement la réflexion s’engage sur un nouveau modèle d’accueil : des « unités de vie régionalisées », petites structures, de type familial, réparties sur l’ensemble du territoire. Dans ce contexte, Osmoy se réorganise et met en place, en son sein, quatre unités de vie « indépendantes ». Chacune regroupe une dizaine d’enfants, leurs éducateurs et maîtresse de maison. La résidence abandonne les dortoirs pour des chambres à deux, le réfectoire pour des salles à manger... C’est le prélude aux futurs villages à venir.
Les « anciens pensionnaires » ont créé en 2002 une amicale en preuve d'attachement à ce lieu unique en France.
En 2004, l’OMPN devient Orphéopolis et quitte le site d’Osmoy pour s’installer dans un lieu plus adapté à quelques kilomètres de là, sur la commune de Bourges.
Le village de Bourges est inauguré le 13 avril 2006 en présence de Claude Kupfer, préfet du Cher et Serge Lepeltier, maire de Bourges. Il a ouvert ses portes en janvier 2005 pour accueillir enfants et personnel d'Osmoy qui a définitivement fermé ses portes.
L'orphelinat aura fait vivre le village d'Osmoy pendant 71 ans ; les jeunes du village ayant partagés les mêmes écoles primaire et maternelle que ses pensionnaires, construites dans son enceinte. L'histoire de l'OMPN et celle du village d'Osmoy sont indissociables. Le site de l'OMPN a été acquis par l'État qui l’a réhabilité afin d’y créer un centre EPIDE (établissement pour l'insertion dans l'emploi)

#### Depuis 2008: Établissement Pour l'Insertion Dans l'Emploi (EPIDE)

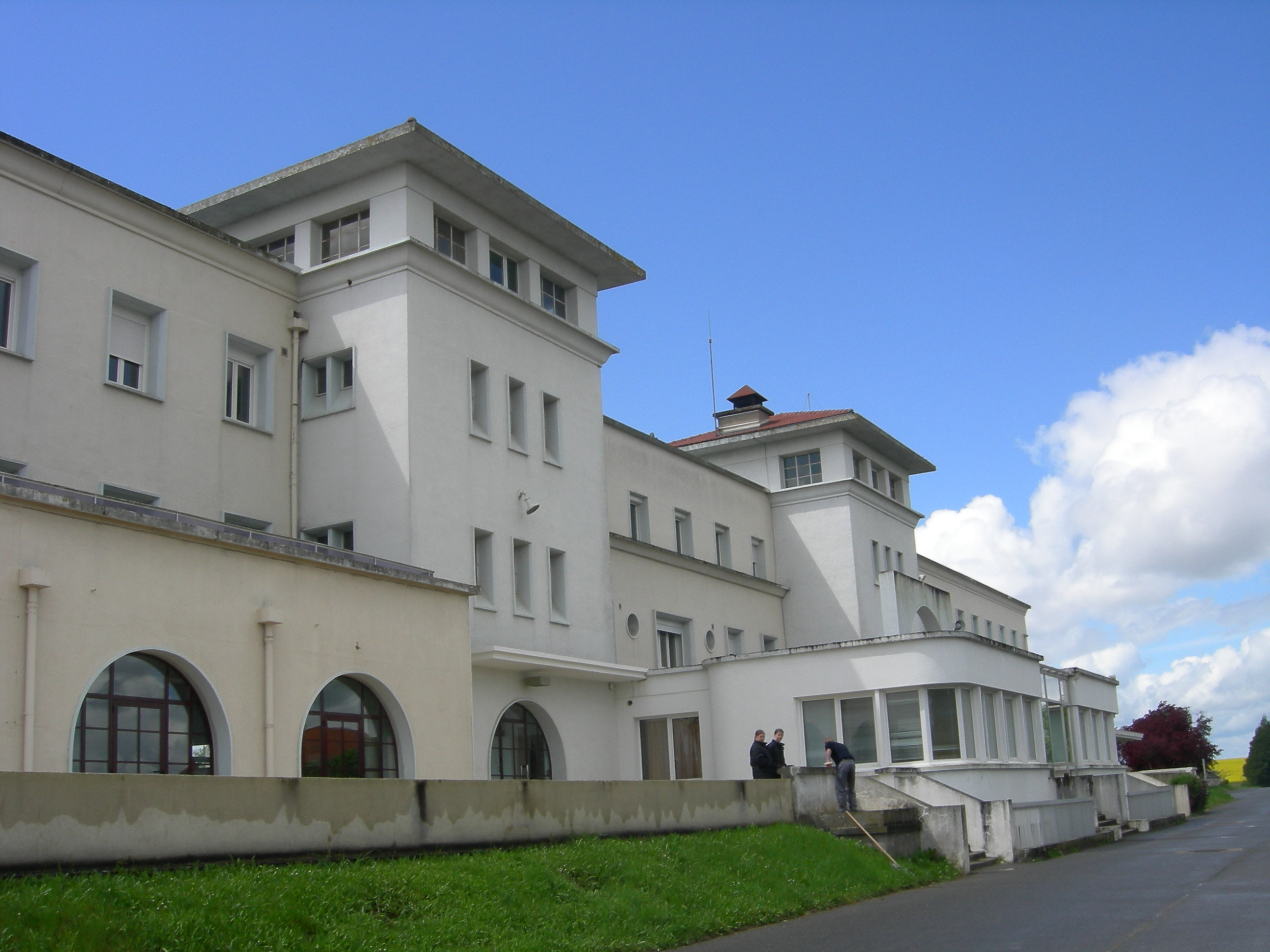
[http://www.epide.fr/a-propos-de-lepide/nos-centres/detail-centre/?centre=13&cHash=a1f93279683534976d958cf5aebb5452 Centre EPIDE de Bourges

Le centre EPIDE de Bourges-Osmoy a ouvert ses portes le 3 juin 2008 à la suite du rachat par l’État de l’ancien orphelinat de la police pour y accueillir des promotions de 180 jeunes en difficulté d’insertion. Ce centre propose aux jeunes de 18 à 25 ans un accompagnement global reposant sur un cadre structurant, des équipes pluridisciplinaires et un suivi personnalisé dans l’objectif de construire ensemble leur projet professionnel. Il emploie 54 agents.
Le centre EPIDE de Bourges-Osmoy est dirigé par Christophe DUCHON.

#### Le Gîte d'Osmoy

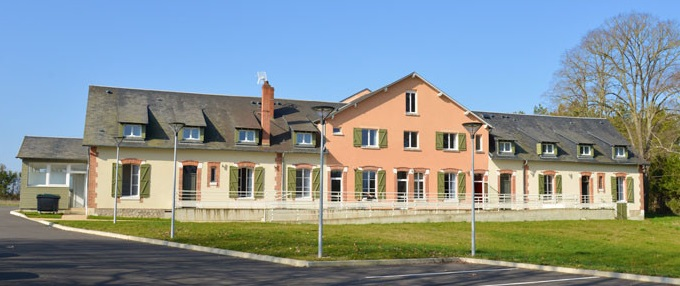
Gîte de la Garenne - La Grande Métairie

Financé et géré par la Communauté de communes la Septaine, le Gîte de la Garenne est installé sur une partie du domaine de La Grande Métairie, dans une maison du début du XXe siècle entièrement restaurée. Il se compose de trois unités (une partie centrale et deux ailes) dissociables, comprenant notamment une grande salle de réception/réunion. Labellisé Gîtes de France en 2013, ce gîte de groupe peut accueillir 72 personnes assises et possède 42 couchages répartis dans dix-huit chambres.

#### Briscoche
La Ferme Équestre d’Osmoy a ouvert ses portes en novembre 2011, sur le site de l’ancien centre équestre de l’OMPN, au lieu-dit Briscoche.
Cette structure accueille aujourd’hui de nombreux cavaliers et est également ouverte à l’enseignement auprès des scolaires, des crèches et avec une attention particulière envers le monde des autistes.

#### Domaine de la Sapinière

Logo INRA

Le domaine de la Sapinière est géré par l’Institut National de la Recherche Agronomique (INRA). Le domaine d’Osmoy appartient à l'"Unité expérimentale de Bourges", outil important dans le dispositif du département de recherche Génétique Animale de l'INRA, ayant pour missions, d’une part, de comprendre le déterminisme génétique des caractères observés chez les animaux domestiques et plus généralement de contribuer au progrès des connaissances en biologie intégrative animale et, d’autre part, de développer les méthodes et les outils d’amélioration et de conservation génétiques des populations d’animaux d’élevage.
L'unité est composée de :
- Deux domaines :

- le domaine de La Sapinière à Osmoy : 425 hectares, dont 285 hectares de cultures fourragères ;
- le domaine de Galle à Avord : 200 hectares de cultures fourragères.
- Et trois élevages expérimentaux :

- l'élevage ovin : 2000 brebis et deux périodes d'agnelage en août et en novembre ;
- l'élevage caprin : 450 chèvres en zone d'appellation d'origine protégée Crottin de Chavignol ;
- l'élevage bovin : 270 vaches charolaises, les génisses de renouvellement et 70 taurillons.
40 personnes (ingénieurs, techniciens et administratifs) étudient les trois grandes espèces d'animaux domestiques et assurent la production des fourrages nécessaires à leur alimentation sur le Domaine de la Sapinière à Osmoy et celui de Galle à Avord.

#### La Châtaigneraie
Le foyer d'accueil médicalisé (FAM) de la Châtaigneraie a été inauguré le vendredi 10 septembre 2010 dans l'ancien corps de ferme de La Châtaigneraie. Cet établissement qui devait compter 28 places, est géré par l'association Sésame Autisme. Les bénéficiaires sont des adultes autistes entre 18 et 60 ans qui vivent et travaillent dans l'établissement.
L’association a fait le choix d’un internat en habitat décentralisé, d’activités qui restaurent la valeur de la personne, d’un fonctionnement participatif qui implique toutes les personnes, reconnaissant à la personne autiste son statut d’adulte.
Le site de 5 hectares, avec une ancienne maison de maître restaurée et des anciens bâtiments agricoles, comprend :
- un bâtiment de 600 m2 (infirmerie, 2 salles de réunion, salle de détente, bureaux administratifs, etc.)
- un bâtiment auberge de 230 m2
- une maison d'habitation de 385 m2 pour 7 adultes et leurs accompagnants

Plus loin, à Moulins sur Yèvre (4 km d'Osmoy), sur une parcelle de 2 500 m2 au sein d'un lotissement, une maison d'habitation de 356 m2 pour 7 adultes et leurs accompagnants complète l'ensemble de l'établissement.